# Resolutie 2127 Veiligheidsraad Verenigde Naties
Resolutie 2127 van de Veiligheidsraad van de Verenigde Naties werd op 5 december 2013 unaniem aangenomen door de VN-Veiligheidsraad. De resolutie stond de Afrikaanse Unie toe een vredesmissie (MISCA) naar de Centraal-Afrikaanse Republiek te sturen, waar de staat alle gezag had verloren ten gevolge van een staatsgreep. Ook Franse troepen die reeds aanwezig waren om MISCA te ondersteunen werden gemandateerd. Verder werden reeds voorbereidingen voorzien voor een eventuele VN-vredesmacht.

## Achtergrond
Al sedert de onafhankelijkheid van Frankrijk in 1960 wordt de CAR geplaagd door staatsgrepen en geweld. Toen rebellen in 2003 de macht grepen begonnen drie onder de naam Unie van Democratische Krachten voor Eenheid (UFDR) verenigde rebellenbewegingen een oorlog tegen hen. In 2007 werd een vredesakkoord getekend en in 2009 vormden ze samen een regering. Eind 2012 brak opnieuw rebellie uit; deze keer tegen een coalitie van groeperingen die zich Sekela-coalitie noemde, en bestond uit de UFDR, de Conventie van Patriotten voor Gerechtigheid en Vrede (CPJP) en een aantal kleinere bewegingen. De regering vroeg internationale hulp maar dit werd geweigerd. Op 11 januari 2013 werd een vredesakkoord getekend waarbij de eerste minister werd vervangen door een oppositielid. Op 24 maart 2013 had een coalitie van rebellen genaamd Seleka de macht gegrepen, wat internationaal veroordeeld werd. Dus werd een overgangsraad opgericht die het land tijdelijk moest besturen. Tijdterwijl vergleed de CAR in chaos en had de overheid buiten de hoofdstad geen enkel gezag meer.

## Inhoud

### Waarnemingen
De Centraal-Afrikaanse Unie was instabiel en er was geen ordehandhaving meer. Milities, en vooral de zogenaamde anti-Balaka, maakten zich op grote schaal schuldig aan mensenrechtenschendingen allerhande. Leger, politie en justitie waren niet bij machte daders te vatten en berechten. De stroperij van en handel in wilde dieren werkte de crisis nog verder in de hand. Ook het Verzetsleger van de Heer uit het nabijgelegen Oeganda profiteerde van de situatie om in de CAR te opereren.
Op 19 juli 2013 had de Vredes- en Veiligheidsraad van de Afrikaanse Unie beslist een vredesmacht naar de CAR te sturen, MISCA genaamd. Op 13 november 2013 vroeg ze de VN-Veiligheidsraad middels een communiqué daar snel toestemming voor te geven. In de tussentijd probeerden de Economische Gemeenschap van Centraal-Afrikaanse Staten (ECCAS) en de Afrikaanse Unie te bemiddelen. De Europese Unie had vijftig miljoen euro toegezegd om MISCA financieel te steunen.

### Handelingen
De overgangsautoriteiten moesten werk maken van de Akkoorden van Libreville (januari 2013), de Verklaring van Ndjamena (april 2013), de Oproep van Brazzaville (mei 2013) en de verklaring van de Internationale Contactgroep inzake de CAR (november 2013). Volgens de akkoorden was de eerste minister hier als regeringsleider voor verantwoordelijk. Ook moest meteen werk gemaakt worden van de ontwapening van gewapende groepen. De veiligheidsdiensten en justitie moesten worden versterkt en de natuurlijke rijkdommen beschermd.
De mensenrechtenschendingen werden streng veroordeeld. Het uit de hand lopende religieuze- en intercommunautaire geweld baarde zorgen. Er werd aangedrongen op dialoog om verdere verergering te voorkomen. De secretaris-generaal werd gevraagd een internationale commissie op te richten die de schendingen moest onderzoeken en moest helpen verantwoordelijken aan te wijzen.
MISCA kreeg een mandaat van twaalf maanden om de bevolking te beschermen, de orde en gezag te herstellen, het land te stabiliseren en noodhulpverlening mogelijk te maken. Op 19 december 2013 moest MISCA de voorgaande MICOPAX-missie opvolgen. Ook de Franse troepen in de CAR kregen een tijdelijk mandaat om MISCA te ondersteunen. De AU en de ECCAS waren van mening dat MISCA mogelijk zou uitlopen op een VN-vredesmacht. De secretaris-generaal werd gevraagd dit scenario al voor te bereiden.
Verder werd met onmiddellijke ingang een wapenembargo ingesteld tegen de Centraal-Afrikaanse Republiek. Landen kregen de toestemming om goederen die in strijd waren met dit embargo in beslag te nemen en te vernietigen. Verdere sancties, zoals een reisverbod en bevriezing van banktegoeden, werden in het vooruitzicht gesteld van zij die vrede in de CAR in de weg zouden staan.

## Verwante resoluties
- Resolutie 2088 Veiligheidsraad Verenigde Naties
- Resolutie 2121 Veiligheidsraad Verenigde Naties
- Resolutie 2134 Veiligheidsraad Verenigde Naties (2014)
- Resolutie 2149 Veiligheidsraad Verenigde Naties (2014)

Lijst ·  2086 ·  2087 ·  2088 ·  2089 ·  2090 ·  2091 ·  2092 ·  2093 ·  2094 ·  2095 ·  2096 ·  2097 ·  2098 ·  2099 ·  2100 ·  2101 ·  2102 ·  2103 ·  2104 ·  2105 ·  2106 ·  2107 ·  2108 ·  2109 ·  2110 ·  2111 ·  2112 ·  2113 ·  2114 ·  2115 ·  2116 ·  2117 ·  2118 ·  2119 ·  2120 ·  2121 ·  2122 ·  2123 ·  2124 ·  2125 ·  2126 ·  2127 ·  2128 ·  2129 ·  2130 ·  2131 ·  2132